# Saint-Vincent-du-Pendit
Saint-Vincent-du-Pendit är en kommun i departementet Lot i regionen Occitanien i södra Frankrike. Kommunen ligger i kantonen Saint-Céré som tillhör arrondissementet Figeac. År 2022 hade Saint-Vincent-du-Pendit 226 invånare.

## Befolkningsutveckling
Antalet invånare i kommunen Saint-Vincent-du-Pendit
| Referens: INSEE |